# Léon de Sanges
Pour les articles homonymes, voir Desanges.
Léon de Sanges, né François Léon Desanges le 17 août 1819 à Paris et mort le 28 août 1879 à Vermenton (Yonne), est un architecte français.

## Biographie
Léon Desanges naît le 17 août 1819 dans l'ancien 3e arrondissement de Paris. Il devient architecte et prend au début des années 1850 le nom de Léon de Sanges.
On lui doit de nombreux monuments :
- un immeuble au 29, boulevard des Italiens, construit en 1853 sur l'emplacement des anciens Bains chinois, vendus en 1852 au marquis d'Hertford, mécène et philanthrope, et à son fils, sir Richard Wallace, et qui abritera le café du Helder[4],[5],[6] ;

- le château de Bagatelle, entièrement remanié (ajout d'un étage, démolition de bâtiments annexes, construction du trianon et de nouveaux pavillons d'entrée, etc.), pour le marquis d'Hertford puis son fils Richard Wallace[7] ;
- la pompe à feu du bois de Boulogne, à Paris, construite en 1860 pour lord Seymour, marquis d'Hertford ;
- la « Villa romaine », construite en 1864 à Deauville pour le prince Demidoff, aujourd'hui détruite ;
- un immeuble au 137, boulevard Haussmann, Paris 8e, en 1867, où il réside en 1878[8] ;
- le château de Baronville, à Béville-le-Comte, édifié en 1868 pour le marquis Armand de Pomereu d'Aligre[9].

En 1878, il épouse à Paris Léonide Élisabeth Pauline Carly de Svazzema, soeur de Mathilde Carly de Svazzema. 
Il meurt l'année suivante en son domicile de Vermenton, quelques jours après son 60e anniversaire.
Son épouse meurt en 1926 à Puteaux.